# Шилово (Валдайский район)
Шилово — деревня в Валдайском районе Новгородской области России. Входит в состав Яжелбицкого сельского поселения.

## География
Деревня находится в юго-восточной части Новгородской области, в зоне хвойно-широколиственных лесов, на правом берегу реки Кобыльщины, на расстоянии примерно 24 километров (по прямой) к западу-юго-западу (WSW) от города Валдай, административного центра района. Абсолютная высота — 185 метров над уровнем моря.

### Часовой пояс
Деревня Шилово, как и вся Новгородская область, находится в часовой зоне МСК (московское время). Смещение применяемого времени относительно UTC составляет +3:00.

## Население
| 2010 |
| ---- |
| 0    |